# Église Saint-Symphorien d'Illkirch-Graffenstaden
L'église Saint-Symphorien est l'un des trois lieux de culte catholiques de la commune française d'Illkirch-Graffenstaden dans le département du Bas-Rhin en région Grand Est.
Elle se situe à proximité du centre ville, à l'extrémité de l’avenue Messmer. Cet édifice de style néoroman a été construit au courant du XIXe siècle, entre 1860 et 1900.

## Histoire
L'édification d'une église était devenue nécessaire à la suite de l'augmentation du nombre de foyers catholiques à Illkirch au XIXe siècle. Le terrain de construction a été offert par la famille Fux-Koessler.
L'église Saint-Symphorien a été construite entre 1863 et 1865 d'après les plans du maître d'œuvre Hubsch Heinrich de Karlsruhe, mais le dernier niveau des tours n'a été achevé qu'entre 1890 et 1892.

## Bâtiment
Son ossature est constituée de pierre et de moellon, revêtue d'ardoise. L'extérieur de l'église a été repeint en 2007.
Le bâtiment se classe dans un style néoroman, caractérisé par sa sobriété et son dépouillement. Cette architecture, très à la mode de 1860 à 1900, s'inscrit dans le prolongement du style néogothique.

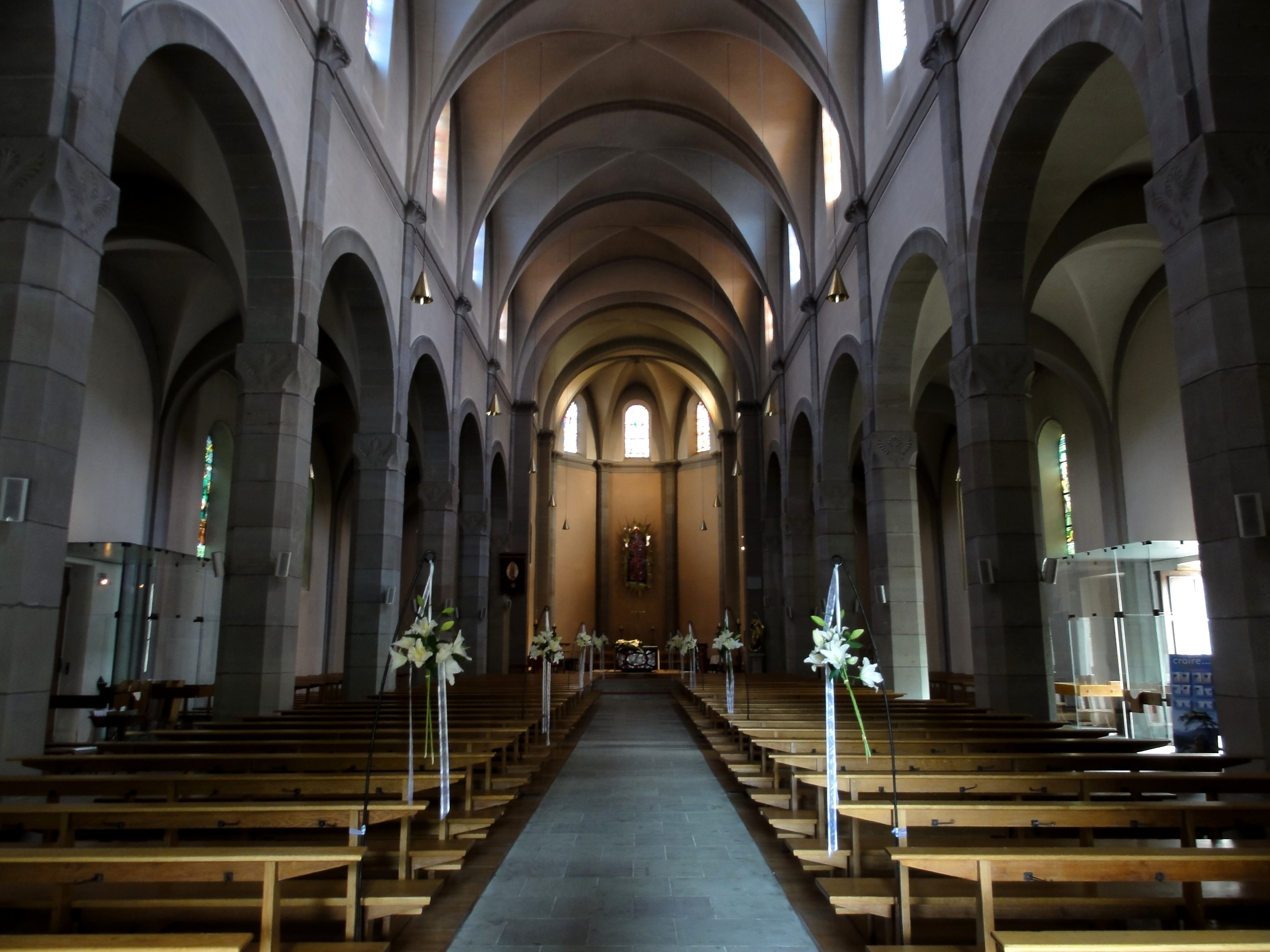
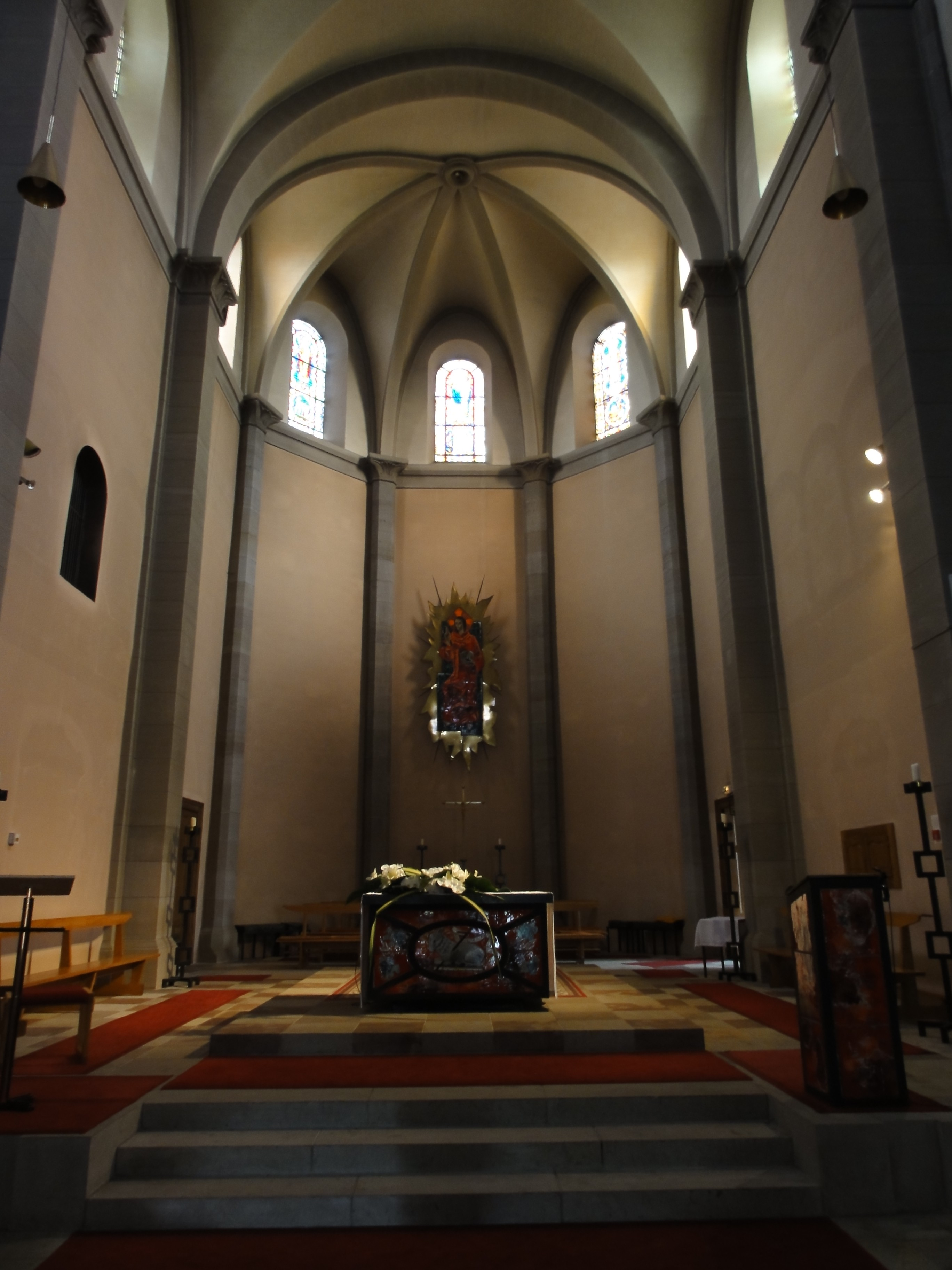
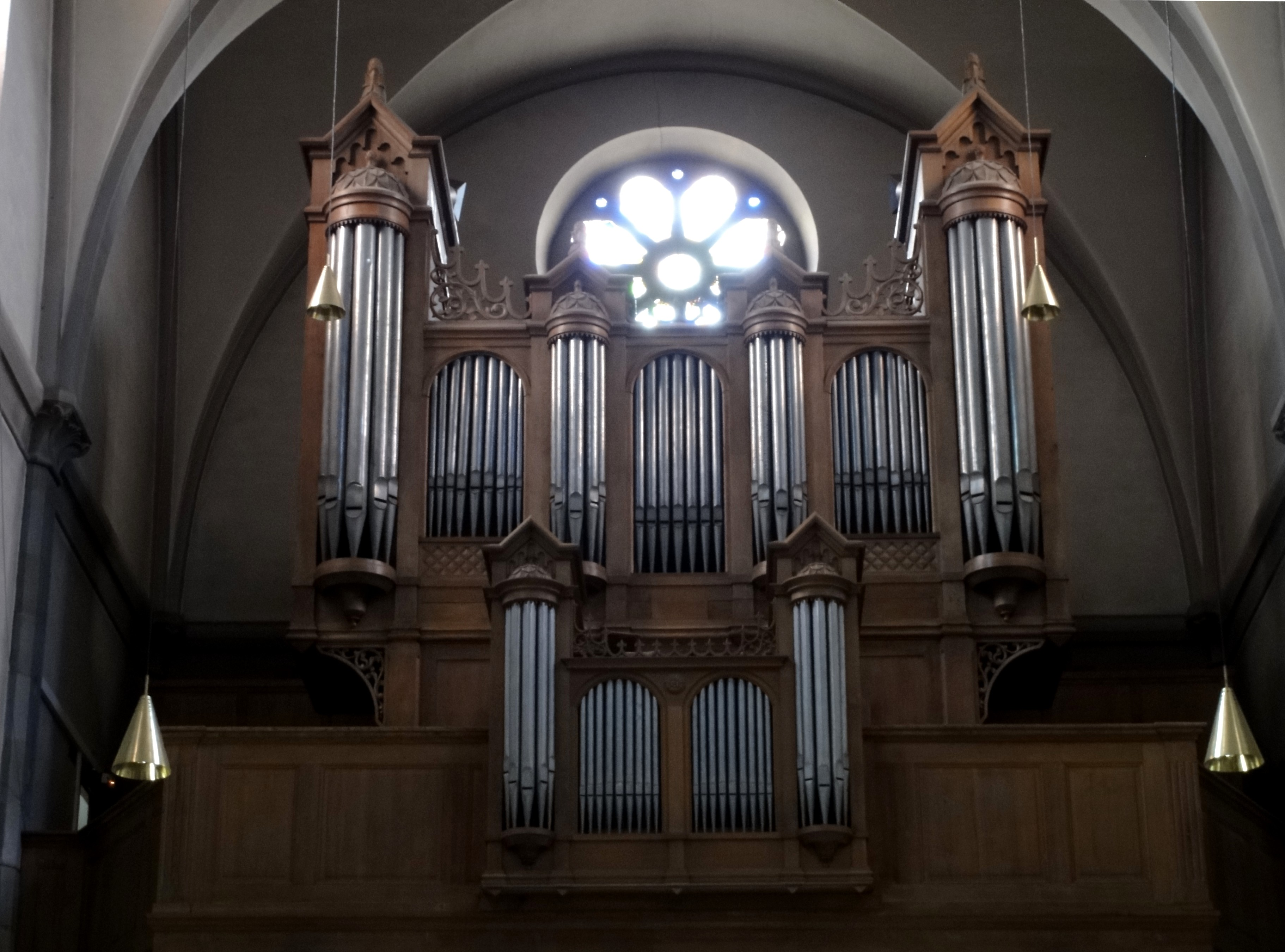
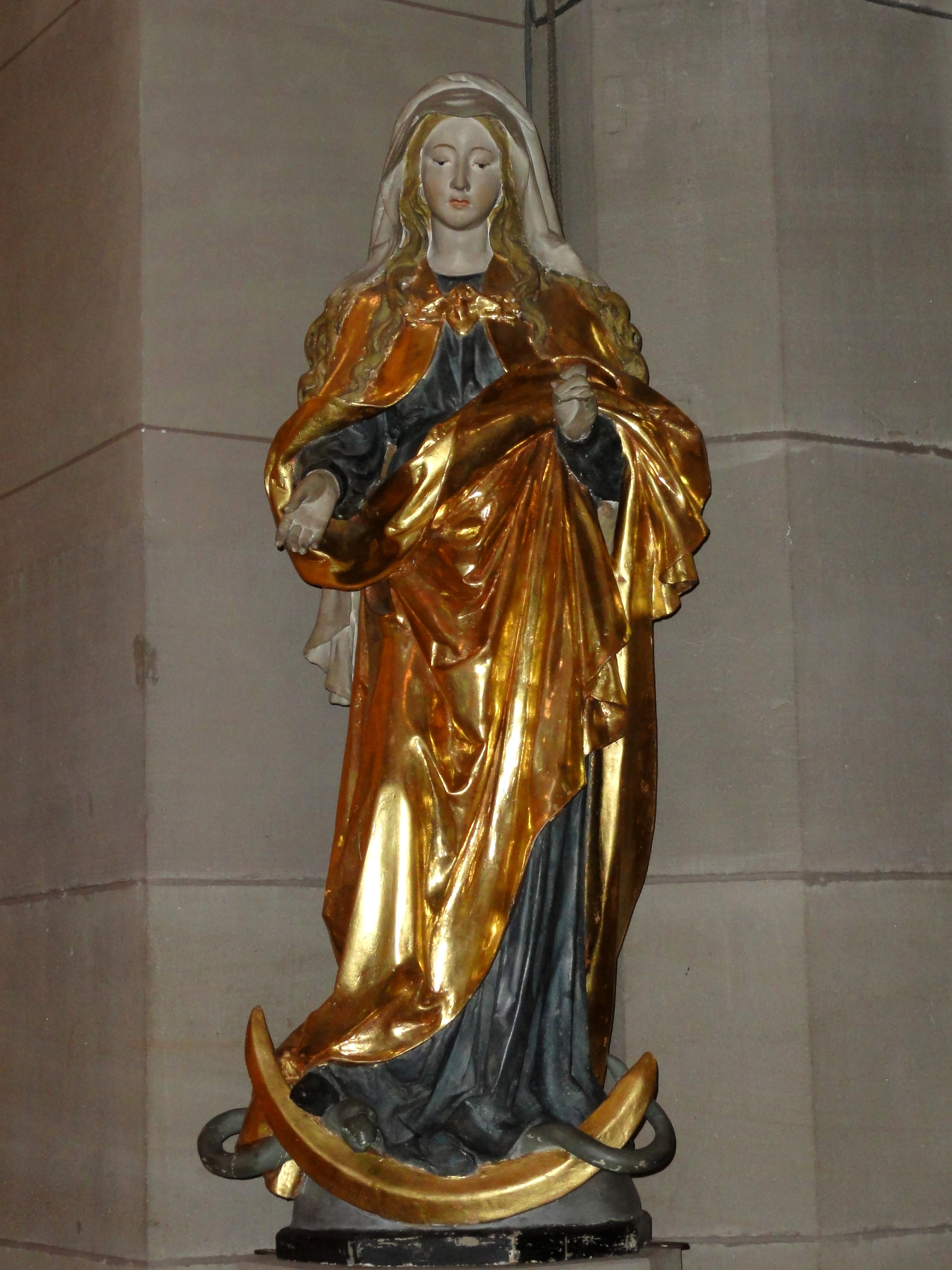
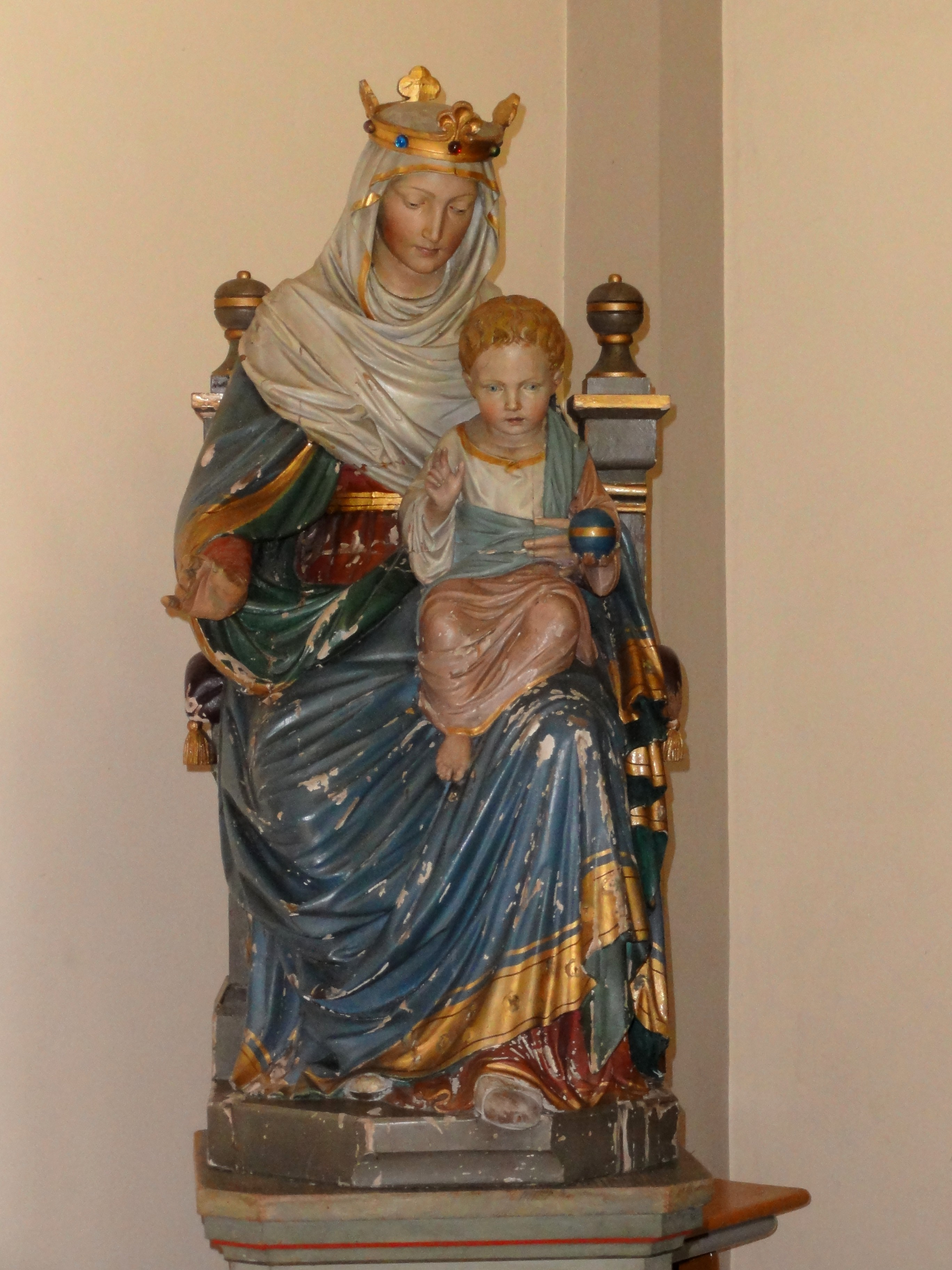
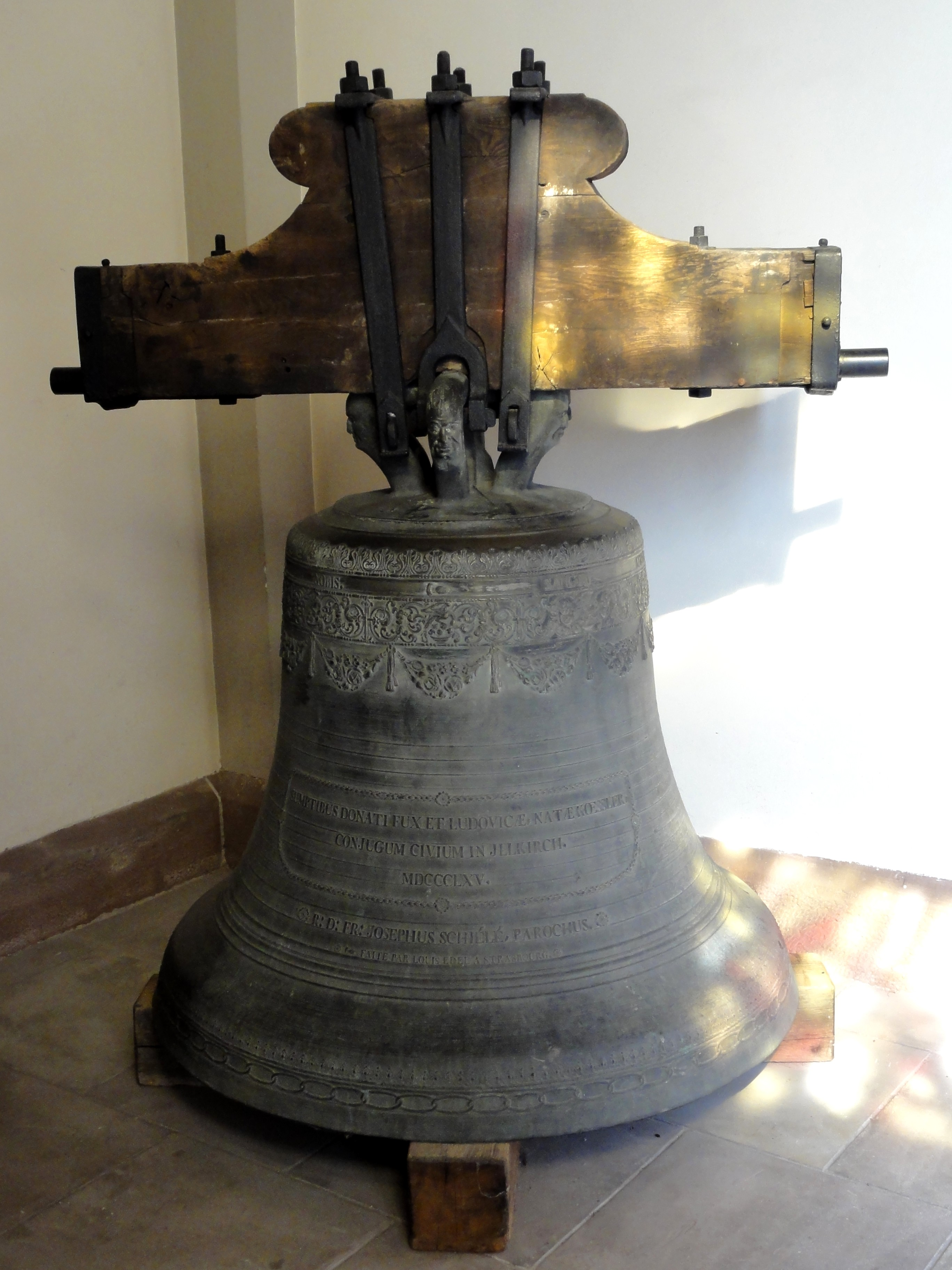